# Погребки (Украина)
Погребки́ (укр. Погребки; в 1969—2016 — Коротче́нково) — село, Коротченковский сельский совет, Шосткинский район, Сумская область, Украина.
Код КОАТУУ — 5925383701. Население по переписи 2001 года составляло 619 человек.
Является административным центром Коротченковского сельского совета, в который, кроме того, входят сёла Остроушки и Свирж.

## Географическое положение
Село Погребки находится на левом берегу рукава реки Десна Вить в месте впадения в неё реки Свирж, выше по течению на расстоянии в 2 км расположено село Остроушки, на противоположном берегу — сёла Комань (Новгород-Северский район) и Чулатов (Новгород-Северский район), выше по течению реки Свирж на расстоянии в 1,5 км расположено село Свирж. Река в этом месте сильно-извилистая с заливами и озёрами (Ивное).

## История
- 1551 — впервые упоминается как селище Погребки в царской грамоте на собственность Спасского монастыря.
- 1969 — переименовано в село Коротченково.
- 2016 — возвращено историческое название Погребки.

## Объекты социальной сферы
- Школа.

## Персоналии
- Николай Никифорович Фролов (1912—1945) — Герой Советского Союза (1945).
- Коротченко Демьян Сергеевич (1894—1969) — советский и украинский политический деятель.